# Espacio Gárgola
El Espacio Gárgola es un centro artístico y cultural multipropósito, albergado en una casona del año 1920 en el Barrio Yungay en Santiago Centro.   
Este lugar tiene distintas funciones como venta de muebles, diseño, decoración, accesorios, orfebrería ya que cuenta con tiendas que ofrecen productos de autor, además posee una galería de arte donde se puede encontrar pintura, fotografía y escultura, donde se han montado las exposiciones de artistas nacionales como Leo Inostroza, Julita Luco, Leonardo Infante, Mario Toral y Carolina Fuentealba,  entre otros. También funciona como salón de eventos y hace algunos años abrió como restaurant. 

## Historia
Está ubicado en Maipú 357, entre Compañía de Jesús y Huérfanos a pasos del Metro Quinta Normal y el Museo de la Memoria.
La casona mide 850 metros cuadrados y cuenta con 4 pisos y fue remodelada respetando el valor patrimonial. 
Sus dueños son Claudia Sabat, quien de profesión es actriz y Roberto Baltra, es último tataranieto de Ignacio Domeyko, quien también habitó la casona.
Su nombre se debe a las figuras que están en la fachada del edificio, el que se fue deformando hasta transformarse en Espacio Gárgola.  
Durante la década de 1980 se arrendaban piezas a artistas, luego Baltra en 1998 comienza ocupando la primera planta de la casona para abrir una tienda de muebles traídos de Asia, de países como Indonesia, China o Filipinas y también de diseños propios.La especialidad de Baltra son los muebles, los cuales pueden ser personalizados o también se pueden adquirir los existentes, su especialidad son los cromados, bronces, lacados y maderas. Pero debido a su éxito adquirieron todo el inmueble y pusieron un showroom en el año 2000. Popularmente se les conoce como el "mall alternativo" por su variedad de productos y porque es visitado por personajes nacionales como  Paz Bascuñán, Julio Milostich o Malucha Pinto

## Restaurant
Desde la tienda de muebles fue abarcando más rubros como galería de arte y lugar de eventos de moda. Así el 16 de julio de 2013 abrió como restaurante, en su carta ofrece diversos platos como empanadas, sándwiches, almuerzos, pastelería y helados. Entre su platos destacados se encuentra la empanada pino prieta y el salmón lemon grass con Risotto de quínoa.  Rescatando la gastronomía chilena elaborando sus platos con productos nacionales y con énfasis en la repostería, por cual el local se ha hecho conocido, destacándose entre estas la torta Domeyko y la torta Fortunata. Hay gran variedad de bebestibles tanto alcohólicos como tragos, vinos y cervezas y no alcohólicos como café, té, infusiones y jugos.
Es atendido por los propios dueños. Sus horarios de atención son los martes y miércoles de 11:00 a 20:00, jueves de 11:00 a 00:00, viernes y sábado de 11:00 a 1:30. Por estar situado en la casona el restaurant tiene una atmósfera cálida y única que se genera entre la comida gourmet, la arquitectura del edificio y la decoración.

## Eventos
Sus dueños también se dedican a la producción de eventos artísticos y culturales en la productora Animar. También arriendan la casona para eventos privados y corporativos como por ejemplo shows de música en vivo, cumpleaños, bautizos, matrimonios, espectáculos circenses, etc., donde se pueden contratar sus servicios de banquetería y coctelería. Además se arrienda para ser utilizada como locación de producciones de cine, tv, fotografías en otros.
Entre sus eventos ha habido conciertos como el de Jano Prieto y Tornatrás, Eugenia Rodríguez Moretti Pablo López, Luis Le-Bert, Camilo Eque, Luchín Salinas, y Pedro Yáñez. Entre estos artistas se destaca la compañía francesa Royal de Luxe, quienes trajeron a Chile su espectáculo "La Pequeña Gigante" en los años 2007 y 2010. Incluso se ha presentado un show burlesque llamado Divas a la deriva
Desde 2006 se organiza el festival Decomoda, donde se reúnen decoradores, artesanos y diseñadores nacionales emergentes, para exponer y vender su trabajo. Se realiza cada tres meses y la entrada es gratis para el público.
Desde 2011 se realiza la Fiesta de la Primavera en el Barrio Yungay donde Espacio Gárgola también es parte de las actividades
Desde hace cuatro años forman parte del recorrido del Día del Patrimonio Cultural.
En septiembre de 2015 fue sede del lanzamiento de la Feria de Gastronomía Chilena Echinuco.

## Patrimonio del Barrio Yungay
Ambos dueños están muy interesados en el valor patrimonial y cultural que tiene el Barrio Yungay, y han realizado una serie de acciones para darle este valor agregado al barrio. 
Su idea es que se invierta en este sector, ellos migraron del sector oriente y vieron un potencial en el sector, es así como han traído a más personas desde allá a invertir en el barrio, al traer más microempresarios a instalar nuevos negocios, se genere un polo de atracción. Una forma de visibilizar es hacer eventos como Decomoda y reunirse con los vecinos los dueños de los locales todas las tardes de los días lunes. 
Tras estas reuniones se logró conformar la Corporación Cultural del Barrio Yungay de la cual Baltra es presidente, la cual reúne a los locatarios así de esta forma poder realzar y mantener el patrimonio histórico, arquitectónico, cultural y gastronómico del segundo barrio más antiguo de Chile y fomentar e incentivar las actividades que se realizan en él.

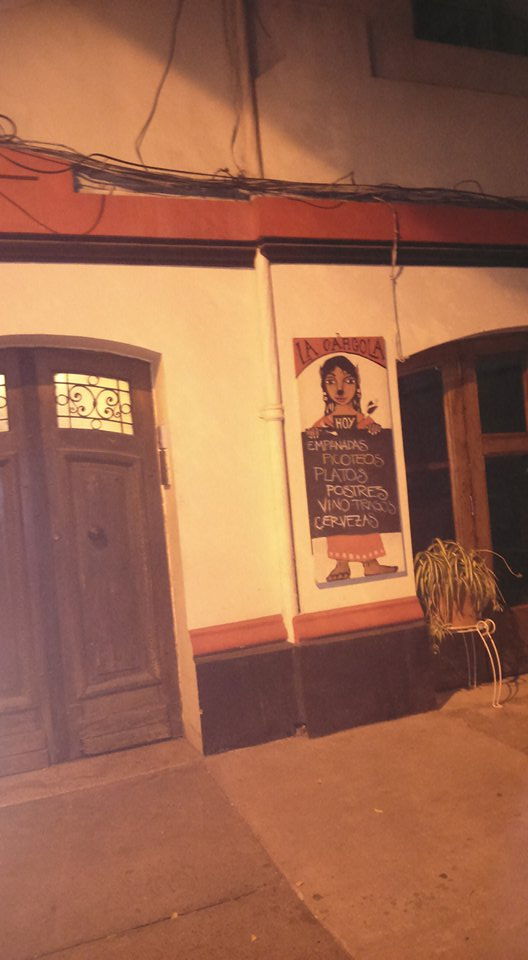
Parte de la fachada donde se aprecia un dibujo que sirve como pizarra para exhibir el menú.
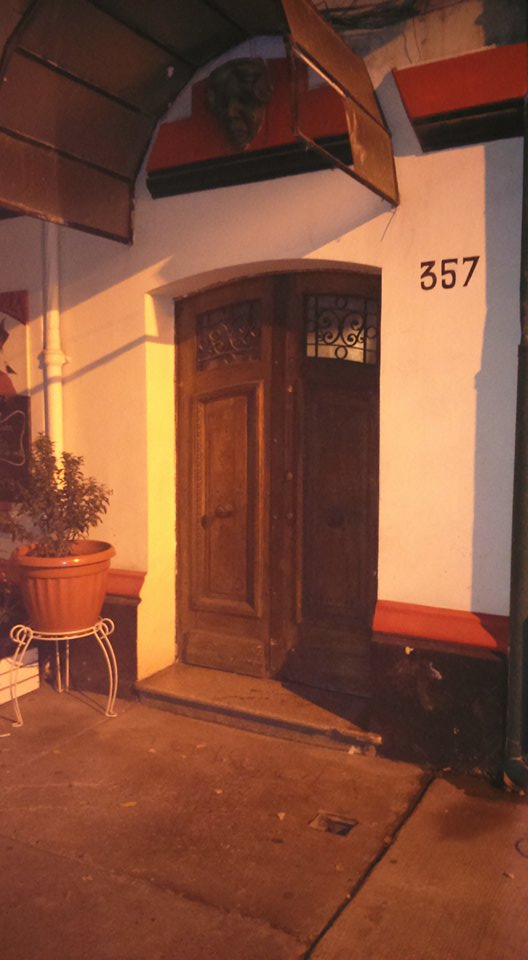
Fotografía donde se aprecia una puerta con el número de la dirección Maipú 357.